# Thoreau (cràter)
Thoreau és un cràter d'impacte en el planeta Mercuri de 72 km de diàmetre. Porta el nom del poeta estatunidenc Henry David Thoreau (1817-1862), i el seu nom va ser aprovat per la Unió Astronòmica Internacional el 1985.